# Устьє-Басси
У́стьє-Басси́ (рос. Устье-Бассы, башк. Баҫыутамаҡ) — присілок у складі Архангельського району Башкортостану, Росія. Входить до складу Тавакачевської сільської ради.
Населення — 22 особи (2010; 7 в 2002).
Національний склад:
- башкири — 43 %
- чуваші — 29 %
- росіяни — 28 %